# لیکن (کلرادو)
لیکن (به انگلیسی: Lycan) یک منطقهٔ مسکونی در ایالات متحده آمریکا است که در شهرستان باکا، کلرادو واقع شده‌است. لیکن ۱٬۱۷۸ متر بالاتر از سطح دریا واقع شده‌است.